# Chrysotoxum stenolomum
Chrysotoxum stenolomum är en tvåvingeart som beskrevs av Violovitsh 1973. Chrysotoxum stenolomum ingår i släktet getingblomflugor, och familjen blomflugor. Inga underarter finns listade i Catalogue of Life.